# Боромир
Бо́ромир (англ. Boromir; 2978-3019 рр. Третьої Епохи) — персонаж роману Дж. Р. Р. Толкіна «Володар Перснів», старший син намісника Ґондору Денетора ІІ та його дружини Фіндуїлас, брат Фарамира.

## Походження імені
«Боромир» — змішана форма синдарського слова «борон» (boron) — «стійкий», «вірний» та квенійського «міре» (mire) — «дорогоцінний камінь». Боромір був названий на честь свого предка намісника Ґондору Бороміра сина Денетора І (2375—2489 рр. Т. Е.), що у 2475 р. Т. Е. розбив мордорських уруків при Осґіліаті і відвоював Ітіліен. Він був благородний, прекрасний обличчям, наділений великою силою і сталевою волею. Навіть сам Король-Чаклун боявся його. У війні за Осґіліат та Ітіліен був поранений моргульським клинком, що вкоротило йому віку. Він лише на дванадцять років пережив батька.
У Першу Епоху ім'я Боромір носив правнук Беора Старого і прадід Берена, що став першим правителем краю Ладрос у Дортоніоні, де оселився народ Беора.

## Біографія та участь у поході Братства Персня
Боромир був високого зросту, статний, темноволосий та сіроокий. У додатку до «Володаря Перснів» говориться, що "Боромир був улюбленцем батька. Він був схожий на нього обличчям, був подібним йому в гордості, однак у всьому іншому був схожим на короля Еарнура, воїна, що віддав весь запал своєї душі битвам і зброї.

Якось Боромир запитав свого батька Денетора II:
- Скільки має пройти століть, щоб правитель зміг називатись законним королем? Адже король не повернеться…
- Може бути, у інших володіннях для цього достатньо і декількох літ, — відповів Денетор, — а в Гондорі і десяти тисячоліть буде мало.
У дитинстві Боромір був молодшому братові помічником і захисником, між ними не було і тіні суперництва. Змужнівши, вони продовжували любити одне одного. Фараміру здавалось неможливим, щоб хто-небудь в Гондорі може зрівнятися з Бороміром, спадкоємцем Денетора ІІ, Капітаном Білої Вежі… Боромир думав так само.
У червні 3018 року Третьої Епохи мордорське військо на чолі з назґулами напало на ґондорський пост у східному Осґіліаті. З гондорців вціліло тільки четверо: Боромир, Фарамир та ще два воїни, вони відступили, зруйнувавши останній міст Осґіліата.
Напередодні бою сини намісника бачили один і той самий сон. Зі сходу небо затягнули грозові хмари, з яких линули безперервні громові розкати. На заході, з вечорової зорі пролунав далекий, але чистий голос, що виразно промовив:
У Імладрисі судилось вам
Зламаний меч віднайти
Світла рада збереться там,
Міцніш від морґульських чар.
Явлений буде вам темний знак
Зла, що має прийти.
Через прокляття прадавнє на світ
Впаде віковічна імла.
І періан — напіврослик сам
Стане супроти зла.
Брати не зрозуміли, що це означає, і спитали батька правителя Денетора ІІ. Він зміг лише відповісти, що в давнину Імладрисом звалася ельфійська долина на півночі, де збереглась у недоторканості мудрість Високих Ельфів. Брат Боромира поривався вирушити на пошуки, але, пам'ятаючи про дорожні небезпеки, у подорож, умовивши батька, відправився Боромир. Сто десять днів провів він у сідлі, подолавши довгу і небезпечну відстань (400 ліг або 2000 кілометрів) у Рівенділл, пройшовши покинутим Північним шляхом перевал Грива Рогану, річку Ізен та річку Гватло біля Тарбаду. Діставшись, взяв участь у раді в домі Елронда, де він побачив Єдиний Перстень, показаний Фродо та зламаний меч Еленділа Нарсил.

Коли рада стала обговорювати як знищити Перстень Боромир сказав: 
- Не розумію я всього цього. Хай Саруман зрадник, але мудрим — то він залишився. Чому все сховати та знищити? А чому ніхто не думає, що Великий Перстень сам прийшов до нас у руки в найпотрібніший момент? Адже володіючи ним, вільні народи Заходу зможуть перемогти. Хіба не цього більше за все боїться Той кого не називають?
Звитяжні ґондорці ніколи не підкоряться, але вони можуть бути розбиті. Чого бракує нашій звитязі? По-перше сили, по-друге, зброї. Так давайте зробимо зброєю Перстень якщо він такий могутній. Візьміть його, і уперед, до перемоги!
На це Елронд йому відповів, що Перстень належить Сауронові і був створений для Зла. Могутність його непосильна для будь-кого з володарів народів Заходу. Але якби такий і знайшовся, одне бажання лиш володіти ним становить небезпеку, бо він би перетворився на нового Темного Володаря.
Боромир був учасником походу Братства Персня разом вісьмома іншими членами загону, але він з першого дня був налаштований повернутись у Мінас-Тіріт. 11 січня 3019 р. Т. Е., під час снігової бурі на гірському перевалі Карадрас він викопав із замету Фродо, що почав дрімати у ньому, і умовив Ґандальфа розпалити вогнище, бо гобіти могли замерзнути насамперед. Разом з Араґорном Боромир проторив зворотний шлях крізь замети для інших учасників походу, після невдачі переходу крізь перевал. Він довше всіх не погоджувався на шлях загону крізь підземелля Морії, рекомендуючи обійти Імлисті гори з півдня крізь перевал Грива Рогану, попри те що це місце було поруч з володіннями Сарумана. Втім, після нападу вовків-перевертнів вночі 13 січня, він був змушений змінити думку. Під час сутички він відрубав голову одному з варґів, перш ніж Гендальф відігнав їх вогнем.
Під час безуспішних спроб Ґандальфа відчинити Ворота Морії Боромір кинув камінь у воду озера, пробудивши Глибинного Сторожа, що одним зі своїх численних щупалець схопив Фродо. В цей час магові вдалось відкрити ворота, Фродо врятували, загін увійшов у підземелля, а Сторож завалив Ворота камінням.
14 січня, перебуваючи у Морії, загін зазнав нападу орків та гігантського печерного троля, що зламав двері зали Мазарбул. Боромир вдарив мечем по руці троля, але меч випав, ледве не звернувши йому п'ясть. Фродо щосили увігнав Жало у стопу троля, змусивши його відступити. Під час сутички Боромир вбив трьох орків, двох — Араґорн, одного — Ґандальф. Орки відступили, але при переході через Морійський міст вони напали знов при підтримці балрога. Боромир та Араґорн намагались допомогти Ґандальфу в його поєдинку з балроґом, але міст обвалився і балроґ та маг упали в прірву. Братство покинуло Морію.
Араґорн повів загін до Лотлоріену, Боромир був проти входження в ліс, оскільки вийти з нього нелегко, а вийти таким як був неможливо. Однак, Араґорн відповів йому, що Лотлоріен становить небезпеку лише для прислужників зла. Братство увійшло до лісу і 17 січня постало перед владиками королівства Ґаладріеллю та Келеборном.
Боромир не покинув своїх підозр щодо Лоріену та його володарки, попри запевнення Араґорна, що на цій землі немає місця злу. При відході з Лоріену він говорив, що піде у Мінас-Тіріт, навіть якщо йому доведеться повертатися одному. Араґорн віддав остаточне вирішення питання щодо того куди йти — у Ґондор чи в Мордор носію Перстеня Фродо.

Після нападу орків на човни біля Сарн-Гебіру вночі 23 лютого, коли Леґолас з лука підстрелив крилату потвору, що несла назґула, Братство зупинилось у Парт-Галені і Боромир допомагав Меррі та Піппіну перетягти човни щоб обійти пороги. Допливши 26 лютого до пагорба Амон-Хен (Овид) біля Стовпів Аґронату, Фродо було запропоновано ухвалити рішення щодо подальшого шляху загону. Щоб усе обміркувати Фродо вирішив побути годину на самоті і пішов до Амон-Ген, але Боромир пішов за ним. Погодившись на словах з необхідністю знищення Персня, Боромир все ж розраховував використати його у боротьбі проти Ворога і став умовляти Фродо віддати Перстень Всевладдя йому. 
Фродо відступив і з тривогою поглянув на високого, сильного воїна.
- Ну чому ти мені не довіряєш ? — Боромир втрачав терпіння. — Я чесна людина і чесно скажу тобі: так, мені потрібен твій Перстень, але тільки тимчасово. Я випробую свій план і поверну тобі. Ти позичиш мені його ?
- Ні, нізащо! — Фродо відсахнувся. — Рада довірила його мені !
- Ось через такі дурниці Ворог і розіб'є нас врешті-решт! — вигукнув Боромир. — Ну чому ти такий дурний! Сам лізеш Ворогу в зуби, адже згинеш ні за гріш і нас позбавиш єдиного шансу. Вже якщо хто зі смертних і може володіти Перснем по праву, так це ми, нащадки Нуменору, а зовсім не якісь напіврослики! Та це ж нещасний випадок, що він до тебе потрапив! Він має бути моїм, він моїм і буде! Віддай його мені!
Зрозумівши, що Перстень заволодів розумом Боромира, Фродо одяг його на палець і зник. Спершу Боромир кричав, що Фродо хоче віддати його Ворогу і посилав прокляття на нього та весь його рід, а потім опам'ятався і зрозумів, що поступив недобре. Зустрівшись з Араґорном та іншими учасниками походу він сказав про те що Фродо одяг на палець Перстень і зник, але про їх розмову не сказав нічого. Однак, всі зрозуміли що між ними відбулось щось недобре, адже Фродо добре знав, що Перстень не можна одягати. Члени загону розділились і почали шукати Фродо. Меррі та Піппін пішли до Парт-Галену, де на них напали орки Сарумана. Боромир побачив це і кинувся на виручку. Воїн сурмив у свій ріг і його звуки долинули до околиць Мінас-Тіріта, Араґорн також почув ріг і кинувся на допомогу. Боромир убив багатьох орків, але був уражений хмарою стріл. Коли Араґорн опустився на коліна біля воїна, Боромир відкрив очі і з трудом вимовив:
- Я хотів відняти Перстень у Фродо. Я розкаююсь. Це — розплата. — Він наче перелічив очима тіла ворогів. Їх було не менше двадцяти. — Напівросликів немає. Їх орки схопили, зв'язали, але не вбили. — Він утомлено прикрив очі і через хвилину продовжив: — Прощавай Араґорне. Іди в Мінас-Тіріт, захищай мій народ. Я переможений.
- Ні, — гаряче відповів Слідопит, узяв воїна за руки і поцілував його у лоба, — ти переміг. Небагатьом випала така перемога. Будь спокійним. Мінас-Тіріт не підкориться ворогові. 
Араґорн, Ґімлі та Леґолас поклали тіло Боромира у човен і пустили його по Андуїну і вслід за ним пустили уламки рогу розрубаного орками. Ельфійський човен проскочив водоспад Рероса і поплив далі, де біля руїн Осґіліату його побачив брат Боромира Фарамир, він окликнув брата і зрозумів що той мертвий. Тіло Боромира було віднесене у Велике Море.

## Літературна критика
У листі до Наомі Мітчісон від 24 вересня 1954 р. Джон Р. Р. Толкін писав, що деякі рецензенти схарактеризували Володар Перснів як примітивний: «мовляв, звичайнісінька боротьба між Добром і Злом, де все добре є добре, а погане є погане, і тільки». Проте «Боромира щонайменше продивились».
На думку Марджорі Бернс, хоча Боромир і є «найочевиднішою спробою Толкіна створити морально проблемну особистість, вона не є досить складною, оскільки легко відчути…, що Боромирові призначене падіння». Для інших, навпаки, Боромир є одним з персонажів, що роблять Середзем'я «повним парадоксів та неоднозначностей».
На думку Ненсі Енрайт, Боромир представляє традиційний стереотип про чоловічу силу, і падінням цього персонажа Толкін показав духовну слабкість цієї сили, коли менш героїчні, на перший погляд персонажі виявляються більш стійкими.
Ральф Вуд зіставляє персонажів Боромира і Сарумана: «Обидва сприймають себе як лідерів і героїв», але піддаються власному честолюбству. Однак, на відміну від Сарумана, Боромиру Перстень потрібен для боротьби проти Саурона, Саруман же розглядає можливість співробітництва з ним. Мужності Боромира недостатньо, щоб уберегтись від зла, тому вона не поєднується з мудрістю. Його пихата віра в те, що він зможе боротись з Сауроном з допомогою Перстеня, є головною причиною його падіння.
Майкл Дроут пропонує католицьке прочитання останніх хвилин життя Боромира: після того як він піддався гріху, намагаючись відняти Перстень у Фродо, Боромир усвідомив свою помилку і розкаявся. Його покаяння полягає в спробі захистити Меррі та Піпіна і в наступному стражданні від стріл орків. Сповідь Араґорнові перед смертю завершує процес покаяння; після чого Боромир, найімовірніше, був прощений: він виглядає умиротвореним, коли Фарамир бачить його, упокоєним у човні. Для Ральфа Вуда смерть Боромира є «найсумнішою сценою прощення у „Володарі Перснів“».
Кристина Брук-Роуз визначає Боромира як персонажа, котрий виконує головним чином структурну роль у романі — він сприяє розпаду Братства Перстеня, що призводить Фродо та Сема до рішення продовжити похід самостійно. Боромир — улюблений персонаж Джорджа Мартіна, оскільки він практично єдиний, хто бореться з силою Перстеня, піддається і героїчно вмирає.

## Образ Боромира у адаптаціях
У анімаційному фільмі Ральфа Бакши Боромира озвучує Майкл Ґрем Кокс. У першій частині він зображений одягненим у варварський одяг та рогатий шолом, що не збігається з класичним описом у Толкіна.
У кінотрилогії Пітера Джексона роль Боромира виконує Шон Бін. На відміну від тексту книги Толкіна, смерть Боромира показана у фіналі першої частини фільму — «Братства Перстеня» (вона описується на самому початку другої книги — «Дві Вежі»). Джексон також взяв на себе сміливість дещо змінити Боромира в порівнянні з толкінівським — по-перше, змінився колір волосся головного героя (світло-рудий, а не темний), а по-друге, — зброя (у книзі Боромир носив довгого меча, а не широкого меча в парі з круглим щитом). Перед смертю він зізнається Араґорну, що втратив віру у свій народ, на що Елесар пообіцяв, що не дасть Ґондору впасти, і за це Боромир склав присягу вірності, визнавши Араґорна своїм вождем і королем. На знак вірності своїй обіцянці, Араґорн протягом всієї мандрівки носить наручі Боромира.